# Habenaria alagensis
Habenaria alagensis är en orkidéart som beskrevs av Oakes Ames. Habenaria alagensis ingår i släktet Habenaria och familjen orkidéer.
Artens utbredningsområde är Filippinerna. Inga underarter finns listade i Catalogue of Life.